# Васильчиков, Александр Алексеевич
Александр Алексеевич Васильчиков (30 сентября [12 октября] 1832, Санкт-Петербург — 11 [23] мая 1890, Московская губерния) — русский историк и искусствовед, действительный статский советник (1879), гофмейстер (1888), в 1879—1888 годах директор Императорского Эрмитажа. Собиратель материалов о правлении Петра Великого.

## Происхождение
Родился в Санкт-Петербурге 30 сентября (12 октября) 1832 года в семье сенатора Алексея Васильевича Васильчикова (1772—1854) и его жены Александры Ивановны (1795—1855). По матери — двоюродный брат писателя Владимира Соллогуба, по отцу — внук Анны Разумовской. Шурин московского городского головы В. А. Черкасского.
Родился в Петербурге, крещен 23 октября 1832 года в Исаакиевском соборе при восприемстве графа А. И. Рибопьера и бабушки Е. А. Архаровой. Васильчиков всегда помнил о своём происхождении от К. Г. Разумовского и собирал документы по истории уже не существовавшего к тому времени в России рода Разумовских. Результаты своих изысканий издал в пяти томах под названием «Семейство Разумовских» (1880—1894).

## Биография
Учился в 1-й Московской гимназии. По окончании курса на историко-филологическом факультете Московского университета (1855) служил по министерству иностранных дел, при российской миссии в Риме, а с 1865 года — при русском посольстве в Карлсруэ.
Был пожалован придворными званиями «в должности церемониймейстера» (1866) и «в должности гофмейстера» (1879).
В 1871 году. приобрёл и принялся перестраивать для своего семейства подмосковную усадьбу Кораллово. Летом 1865 года он был поручителем на бракосочетании Антона Рубинштейна.
С 6 февраля 1879 года по 29 октября 1888 года был директором Императорского Эрмитажа и одновременно с 1882 по 1886 годы — председателем Археологической комиссии. Состоявший в ведомстве иностранных дел, Васильчиков был хорошо знаком с музеями Европы и занимался вопросами искусства. Он нашёл остроумный способ расширять коллекции Эрмитажа путём передачи в музей произведений искусства из императорских дворцов: так, из Петергофа были переданы 22 картины, среди которых «Давид и Ионафан» Рембрандта. Пополнилось античное собрание, в которое в 1884 году влилась уникальная коллекция танагрских терракот П. А. Сабурова, а в 1888 году — коллекция античных памятников А. Д. Блудовой.
В 1885 году в Париже у А. П. Базилевского была куплена замечательная коллекция произведений прикладного искусства Средневековья и Возрождения. Это приобретение послужило толчком для образования в музее нового отделения. Одновременно Эрмитаж обогатился собранием оружия из Царскосельского Арсенала. Во время директорства Васильчикова в Эрмитаже начали работать выдающиеся ученые: египтолог В. С. Голенищев, археолог Г. Е. Кизерицкий, составивший рукописный каталог собрания Отделения древностей; знаток византийского искусства Н. П. Кондаков и историк искусства А. И. Сомов, возглавивший в 1886 году картинную галерею.
К 1886 году материальное положение А. А. Васильчикова значительно ухудшилось, он оказался не в состоянии выполнять обязательства перед своими кредиторами, в составе которых был, в частности, Московский земельный банк. О масштабе проблемы свидетельствует тот факт, что императором Александром III с целью установления особого порядка погашения долгов был издан указ, утверждающий положение Комитета министров об учреждении опекунского управления над имуществом и делами А. А. Васильчикова.
Оказал немаловажную услугу русской иконографии изданием двухтомного словаря русских портретов («Liste alphabetique de portraits russes». — СПб., 1871). Известен также как автор обширного, неоконченного исторического сочинения «Семейство Разумовских»: в 5 т. (СПб., 1880—1894). Он также автор публикаций: «О портретах Петра Великого» (М., 1872) и «Новые приобретения Императорского Эрмитажа» (Вестник изящных искусств. — 1883. — Т. 1. — Вып. 1.).
Умер 11 (23) мая 1890 года в имении Кораллово Московского уезда Московской губернии. Был похоронен в церкви во имя Пресвятой Богородицы в Донском монастыре. Московский некрополь указывает его в чине тайного советника.

## Семья
Жена (с 28 июля 1858 года, Париж) — графиня Ольга Васильевна Олсуфьева (07.07.1835 — 1915), фрейлина двора, дочь московского губернатора графа Василия Дмитриевича Олсуфьева (1796—1858) от его брака с Марией Алексеевной Спиридовой (1800—1878). Родилась в Москве, крещена 21 июля 1835 года в церкви Бориса и Глеба у Арбатских ворот при восприемстве дяди А. А. Спиридова и С. Д. Спиридовой. По словам графа С. Д. Шереметева, «она вполне олицетворяла семейный тип Олсуфьевых. С виду простая, но простота эта была напускная и пальца в рот ей не клади. Она могла быть резка, и казалось, что на мужа смотрела несколько небрежно и держалась особняком».
Дочери: Мария (16.05.1859, Рим — 1934) и Александра (1860—1927; замужем за Л. А. Милорадовичем), сыновья: Алексей (1862—1900), Павел (11.02.1865 — 1941), Пётр (1867—1879) — все они после революции уехали за границу. Из оставшихся в России потомков известна дочь Павла, Екатерина Васильчикова (1906—1994): с 1921 года жила в семье Ю. А. Олсуфьева, арестовывалась в 1928 году по делу «антисоветской группы черносотенных элементов» вместе с Павлом Флоренским, в 1946 году вернула главу Сергия Радонежского патриарху Алексию I после открытия Троице-Сергиевой лавры.

## Комментарии
1. ↑  К этому времени отец эмигрировал, а мать, Инна Сергеевна — внучка О. И. Бове, умерла ещё в 1917 году.